# 龍堡國際賓館

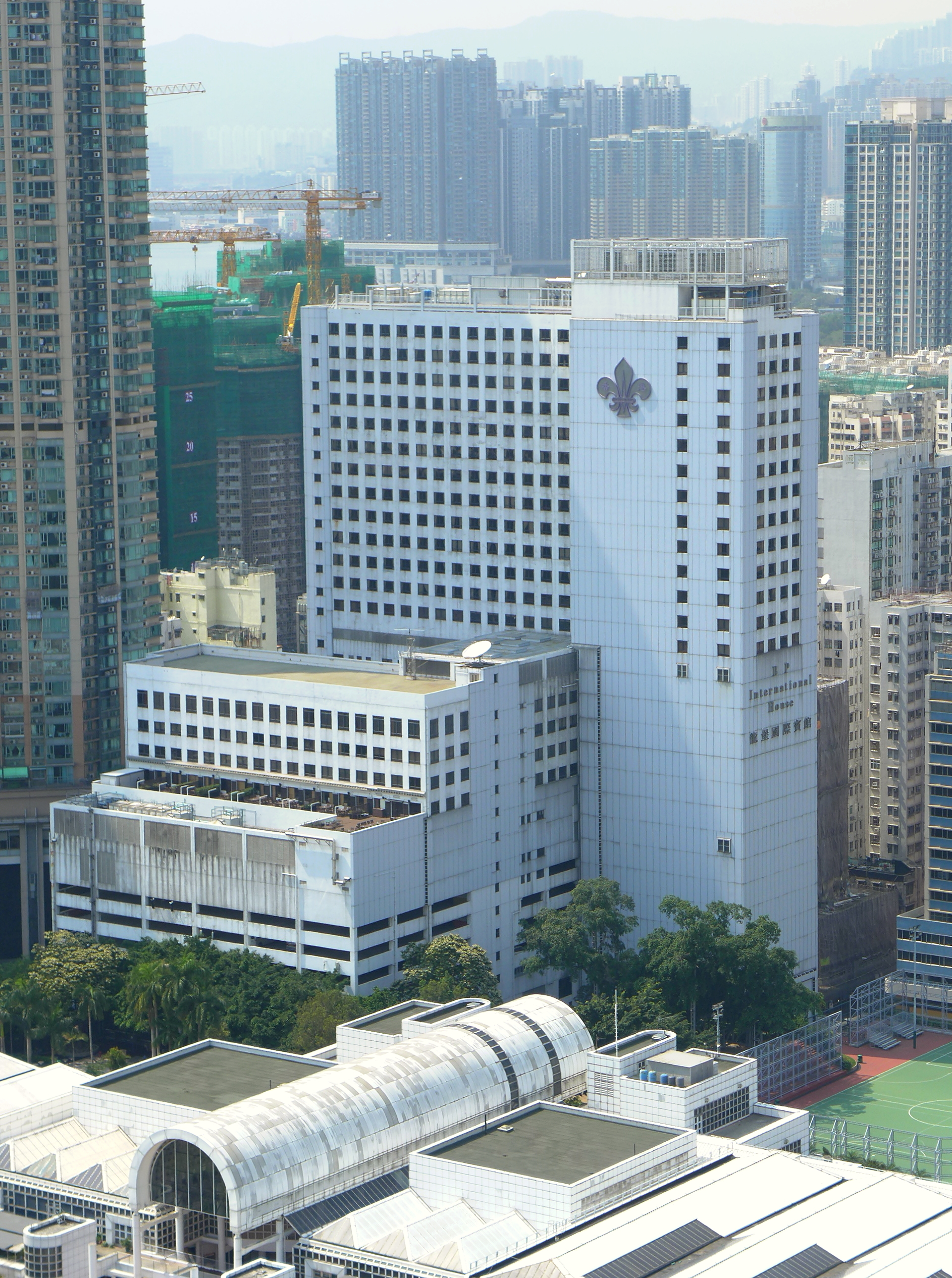
龍堡國際賓館

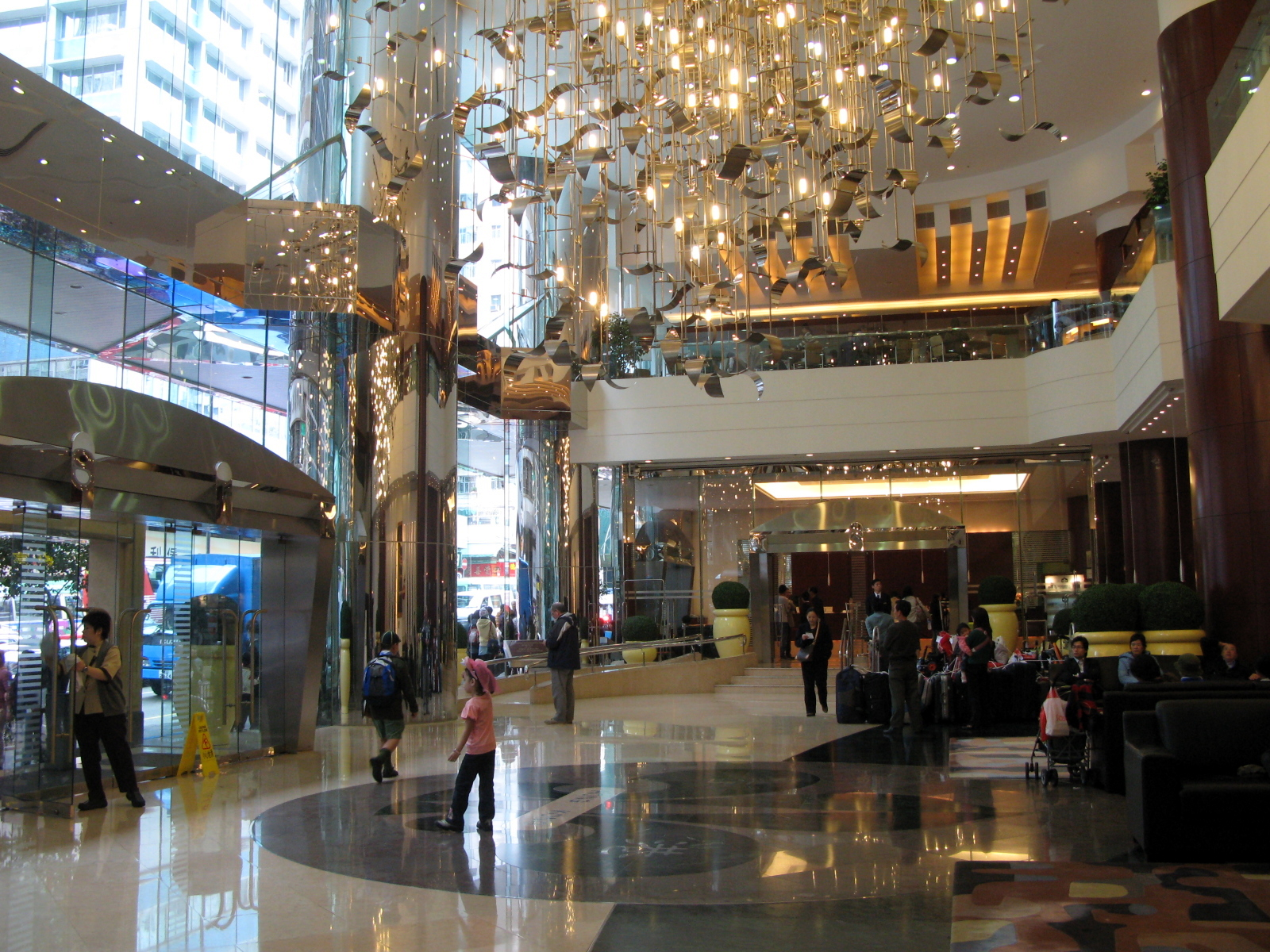
龍堡國際賓館大堂

龍堡國際賓館（英語：BP International）是一座樓高25層的3星級酒店，位於香港九龍尖沙咀柯士甸道8號。
賓館為香港童軍中心的一部分，並由香港童軍總會營運，而香港童軍總會總部則設於建築物的8－11樓。現時設有 529 間客套房，大部分的客房均可眺望的維多利亞港海景，或九龍公園園景。

## 事件

### 違規經營食肆
香港童軍中心地庫的食堂於2016年被揭發位於地庫的食堂不可對外經營，懷疑食堂違規經營長達6年。

### 2016年1月「詐彈」驚魂
2016年1月17日，法輪功成員近千名法輪功成員在龍堡國際賓館進行活動，有反法輪功人士在場示威，未幾警方接獲匿名男子電話，報稱賓館被裝設多個炸彈，警員趕抵搜索，在一樓男廁內發現一個可疑禮物盒，隨即派出拆彈人員處理，出動遙距控制拆彈機械人，終證實盒子內有五支石油氣樽及兩個計時器，無爆炸可能性。事件中，警方疏散三層樓約1,600人。其後，親法輪功媒體大紀元時報則直指這是香港青年關愛協會干預法輪功活動的一部分。警方拘捕一名運輸工，及後該名運輸工被判入獄2年，法官亦表明，炸彈不論真偽都會引起社會混亂，事件不排除有政治宗教動機，法庭不能輕判。

### 內地援港照顧員倒斃在房間內
2022年4月28日，一名50歲，來自廣西的內地援港照顧員，被發現於房間內倒斃。救護員到場當場證實該女子死亡。

## 資料來源
1. ↑  . www.bpih.com.hk.   [2020-01-20]. （原始内容存档于2021-04-22）.
2. ↑  . www.bpih.com.hk.   [2020-01-20]. （原始内容存档于2020-02-07）.
3. ↑  . 東方日報. 2016-11-22  [2020-01-22]. （原始内容存档于2018-03-03）.
4. ↑  . 香港01. 2017-04-26.
5. ↑  楊婉婷. . 香港01. 2016-01-17  [2020-01-20]. （原始内容存档于2019-08-28） （中文（香港））.
6. ↑  . 大紀元時報 香港｜獨立敢言的良心媒體.   [2020-01-20] （中文（香港））.
7. ↑  伍凱瑩. . 香港01. 2017-02-03  [2020-01-20]. （原始内容存档于2019-08-28） （中文（香港））.
8. ↑  . 明報. 2022-04-28  [2022-04-28]. （原始内容存档于2022-05-03）.